# Бурамдан, Абдеррахим
Абдеррахим Бурамдан — марокканский бегун на длинные дистанции, который специализируется в марафоне. На олимпийских играх 2012 года не смог закончить марафонскую дистанцию. На чемпионате мира 2011 года занял 4-е место. Занял 26-е место на Олимпиаде в Пекине.

## Достижения
- 1-е место на Оттавском марафоне 2006 года — 2:12.18
- 2-е место на Бостонском марафоне 2008 года — 2:09.04
- 2-е место на Сеульском марафоне JoongAng 2007 года — 2:08.20
- 4-е место на Лондонском марафоне 2010 года — 2:07.33 — PB
- 9-е место на Лиссабонском полумарафоне 2011 года — 1:03.47 — PB

## Сезон 2014 года
23 февраля занял 16-е место на Токийском марафоне с результатом 2:12.09.